# Hymenocoleus globulifer
Hymenocoleus globulifer là một loài thực vật có hoa trong họ Thiến thảo. Loài này được Robbr. mô tả khoa học đầu tiên năm 1977.